# Brecon and Merthyr Tydfil Junction Railway

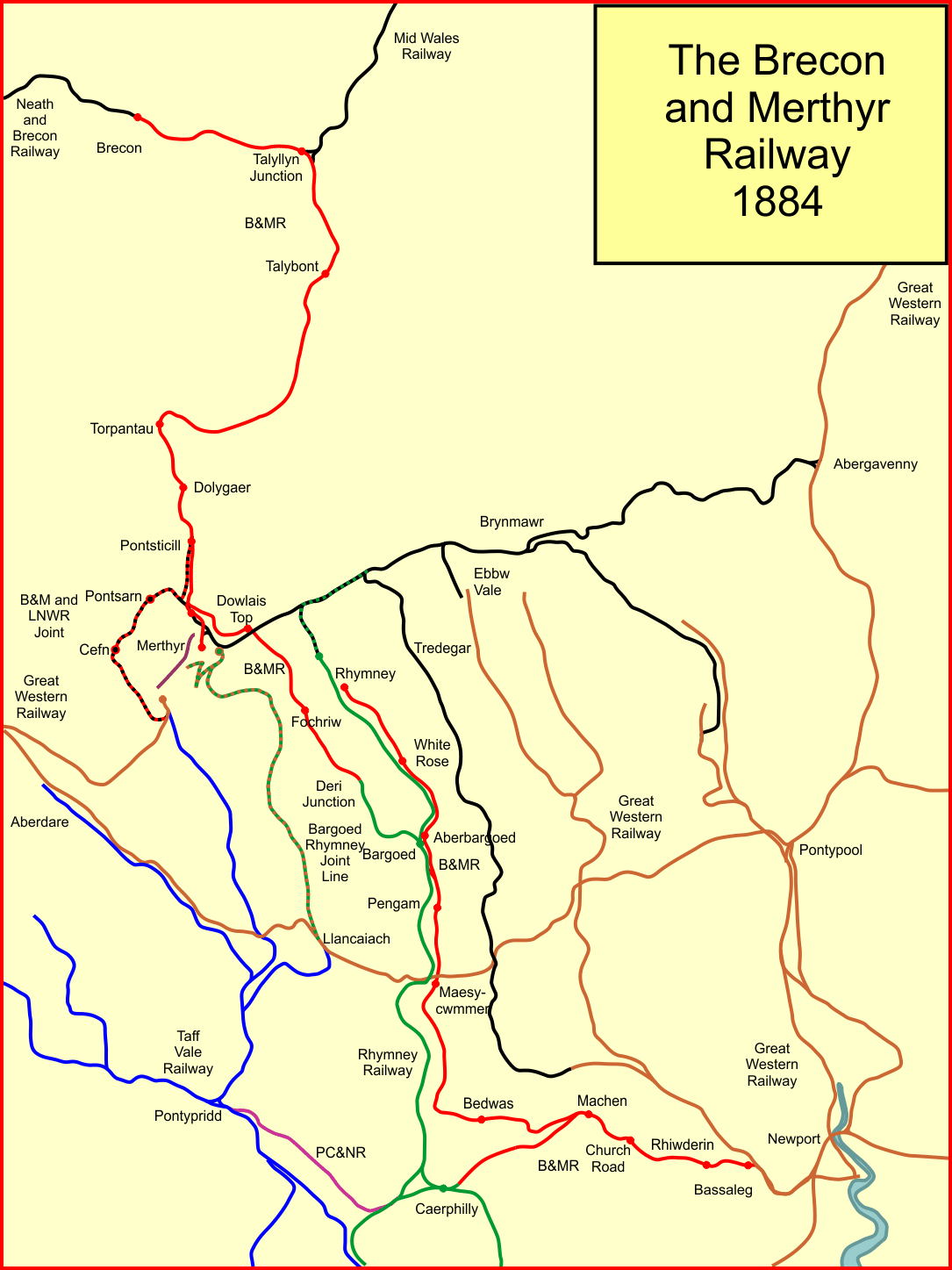
Netz der Brecon and Merthyr Railway um 1884 (in rot)

Die Brecon and Merthyr Tydfil Junction Railway (B&MTJR) war eine Eisenbahngesellschaft in Südwales.

## Geschichte
Die Gesellschaft erhielt am 1. August 1859 die Konzession zum Bau einer Bahnstrecke von Brecon nach Talybont. Am 15. Mai 1860 und am 28. Juli 1862 erhielt die Gesellschaft die Konzessionen für die restliche Streckenabschnitte. Am 23. April 1863 wurde der Abschnitt von Brecon bis Talybont eröffnet, am 1. August 1868 folgte die Strecke bis Merthyr Tydfil und am 23. Juni 1869 die Strecke bis Dowlais. Letztere wurde gemeinsam mit der London and North Western Railway gebaut und betrieben. 
Am 5. Juli 1865 erfolgte eine Fusion mit der Hereford, Hay and Brecon Railway. Da es während des Genehmigungsverfahrens zu Fehlern kam, wurde der Zusammenschluss für unzulässig erklärt und später nicht erneut versucht. Am 28. Juli 1863 wurde die Rumney Railway erworben. Damit erhielt die Gesellschaft ab dem 1. September 1868 Zugang zum Hafen Newport.
Am 1. Januar 1922 wurde die Gesellschaft von Great Western Railway übernommen.